# Reforma klasyfikacji okrętów amerykańskich z 1975

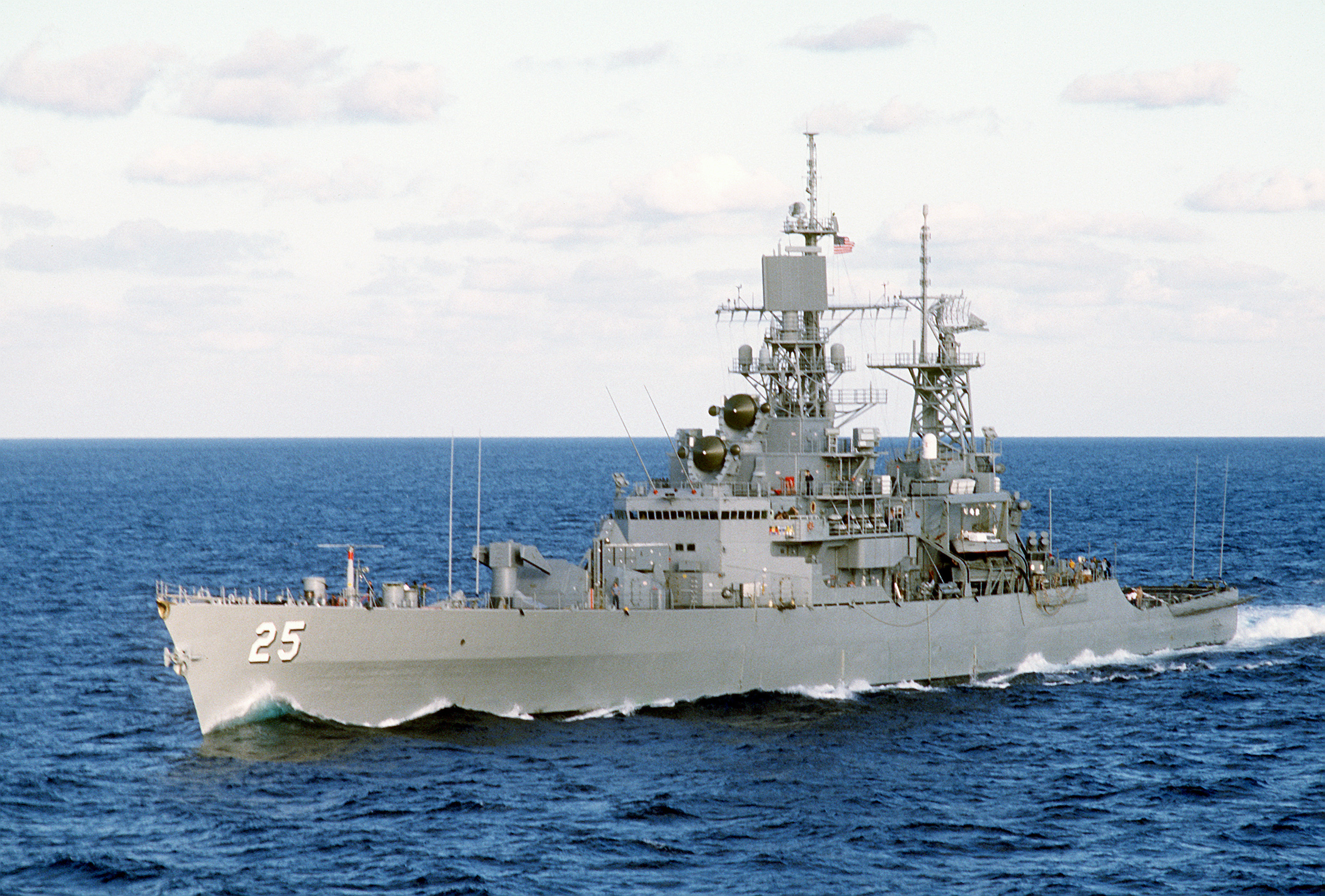
Krążownik rakietowy o napędzie atomowym USS "Bainbridge" (CGN-25) - poprzednio klasyfikowany jako fregata (DLGN-25)

Reforma klasyfikacji okrętów w roku 1975 – przeprowadzona w Marynarce Wojennej Stanów Zjednoczonych reforma polegająca na przekwalifikowaniu okrętów poprzez zmianę terminologii i oznaczeń dla lotniskowców, krążowników, niszczycieli i fregat.

## Powody zmian
Od lat 50. XX wieku do 1975 roku Marynarka Wojenna USA miała trzy typy okrętów eskortujących szybkie grupy uderzeniowe lotniskowców i jeden typ służący do osłony konwojów. Szybkie grupy bojowe były ochraniane przez eskortowce floty (ang. fleet escort), które dzieliły się na krążowniki rakietowe (oznaczone CAG/CLG/CG), fregaty (DL/DLG) i niszczyciele (DD/DDG). Do służby eskortowej przy konwojach przeznaczone były eskortowce oceaniczne (DE/DEG), określane też jako niszczyciele eskortowe. We wszystkich wypadkach ostatnia litera G oznaczała okręty rakietowe (ang. Guided missiles). Dodatkowo na początku lat 70. wszedł do służby nowy typ okrętów zwanych fregatami patrolowymi (PF). W 1975 roku ta klasyfikacja została uproszczona do krążowników (CG), niszczycieli (DD/DDG) i fregat (FF/FFG).
Przed reformą mianem krążowników określano duże okręty o rozmiarach wykorzystywanych podczas II wojny światowej klasycznych krążowników, przeznaczonych do walki z innymi okrętami. Wszystkie okręty klasy krążowników rakietowych, poza jednym USS "Long Beach" (CGN-9), były przebudowanymi krążownikami lekkimi lub ciężkimi z okresu II wojny światowej (CL → CLG lub CA → CAG), a część z nich mogła przenosić przeciwlotnicze pociski rakietowe dalekiego zasięgu RIM-8 Talos. Ogółem powstało ich 12, aczkolwiek nie wszystkie dotrwały do 1975 roku. Dla każdej grupy lotniskowcowej, ze względu na relatywnie małą liczbę tych okrętów, miał być przeznaczony tylko jeden krążownik, głównie z powodu kosztów krążowników oraz faktu, że fregaty mogły przenosić prawie tyle samo uzbrojenia.

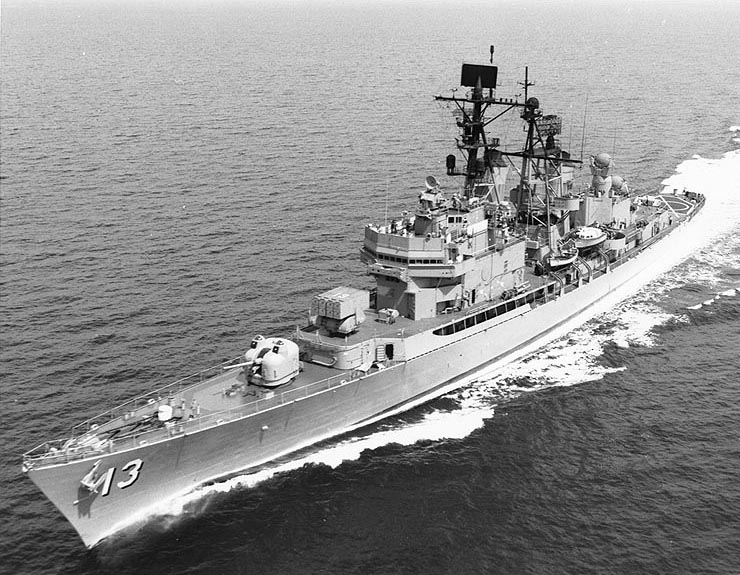
Niszczyciel rakietowy USS "William V. Pratt" (DDG-44) typu Farragut - poprzednio klasyfikowany jako fregata (DLG-13)

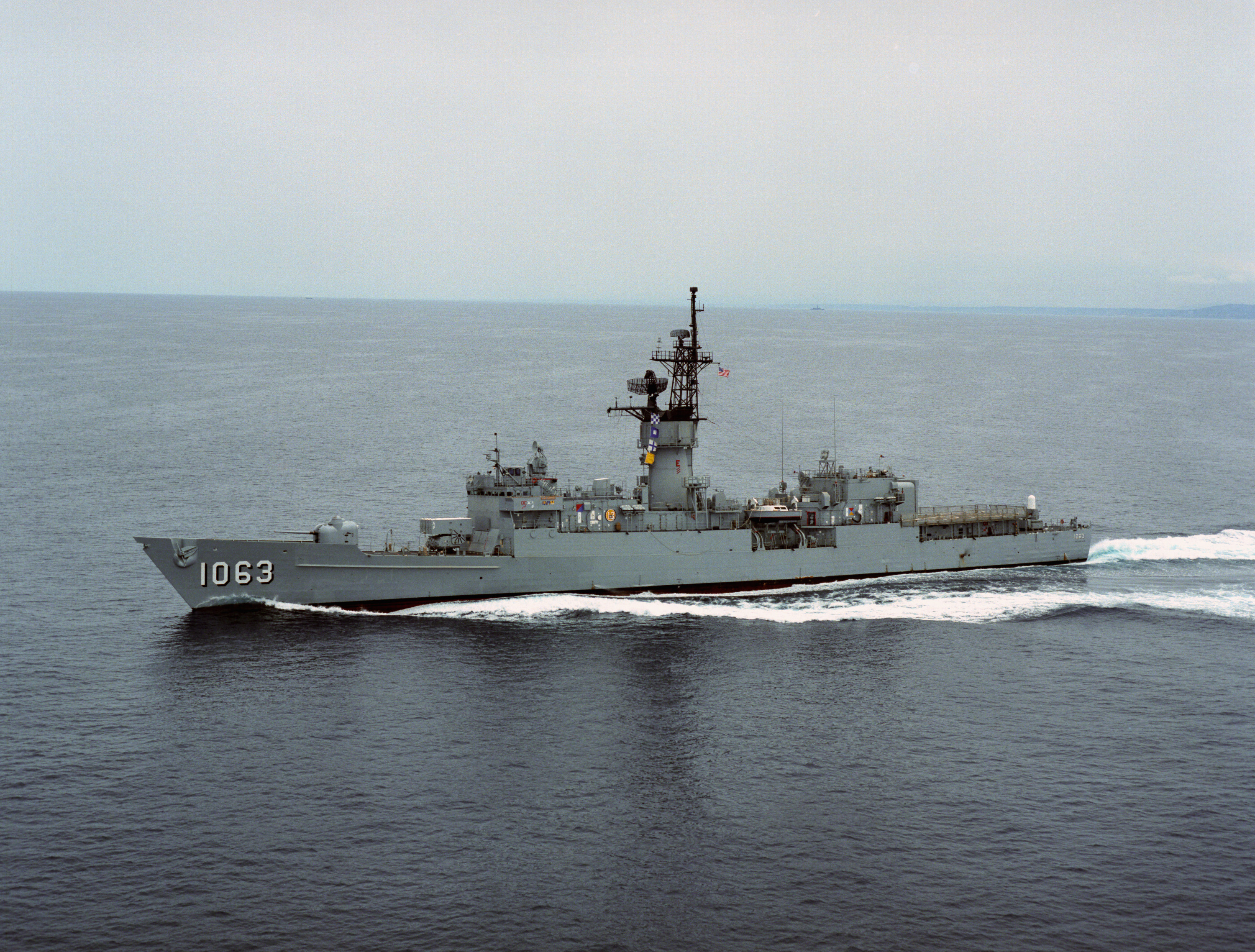
Fregata rakietowa USS "Reasoner" (FF-1063) typu Knox - poprzednio eskortowiec oceaniczny (DE-1063)

Istniejące pomiędzy 1950 a 1975 rokiem fregaty były nową klasą okrętów, do 1955 roku nazywaną niszczycielami-liderami (Destroyer Leader, stąd skrót DL), a następnie fregatami (frigate); bez zmiany prefiksów. Były one pośrednie pod względem rozmiarów między krążownikiem a niszczycielem i przeznaczone do obrony głównych sił bojowych. Pierwszy okręt tego typu był przeklasyfikowanym krążownikiem przeciwpodwodnym, następne cztery - dużymi niszczycielami przeciwlotniczymi (uzbrojonymi w działa), a kolejne przypominały zasadniczo powiększone niszczyciele rakietowe i przenosiły przeciwlotnicze pociski rakietowe średniego zasięgu RIM-2 Terrier. Dalsze fregaty typów Leahy, Belknap i California były również okrętami rakietowymi, a ich wielkość stopniowo osiągnęła rozmiary krążowników.
Konstrukcja niszczycieli bazowała na projektach pochodzących z II wojny światowej i były one najmniejszymi okrętami eskorty szybkich zespołów uderzeniowych. Jednostki oznaczone literami DD były szybkimi okrętami do zwalczania okrętów podwodnych, DDG okrętami przeciwlotniczymi przenoszącymi pociski rakietowe krótkiego zasięgu RIM-24 Tartar.
Eskortowce oceaniczne wyewoluowały z niszczycieli eskortowych wykorzystywanych podczas II wojny światowej. Były przeznaczone do ochrony konwojów, a ich konstrukcja umożliwiała szybką i tanią budowę w przypadku wojny. Okręty oznaczone jako DE były okrętami zwalczania okrętów podwodnych, DEG były okrętami przeciwlotniczymi wyposażonymi w rakiety Tartar.
Amerykańska klasyfikacja fregat nie była stosowana wprost przez inne floty świata, aczkolwiek wywarła na nie pewien wpływ. Podobne duże okręty eskortowe z pociskami średniego zasięgu były oznaczane przez inne państwa zarówno jako fregaty, jak i niszczyciele lub krążowniki. W polskiej literaturze wszystkie okręty tego rodzaju określane były jako wielkie fregaty. Eskortowiec oceaniczny był podobnym typem okrętu do określanych przez inne państwa jako fregaty (okręty służące do ochrony konwojów).
Radziecka marynarka wojenna definiowała klasę krążowników inaczej, określając jako krążowniki rakietowe okręty rozmiaru amerykańskich fregat, lecz uzbrojone w pociski przeciwokrętowe dalekiego zasięgu i służące do zwalczania grup lotniskowcowych. Również duże śmigłowcowce typu Moskwa były oznaczone jako krążowniki przeciwpodwodne. Okręty wielkości amerykańskich fregat o zbliżonym przeznaczeniu były klasyfikowane jako „duże okręty przeciwpodwodne” (BPK), jednakże na zachodzie uznawano je za krążowniki. W efekcie, w 1974 roku w Marynarce Wojennej Stanów Zjednoczonych służyło tylko 6 okrętów klasyfikowanych jako krążowniki, natomiast we flocie ZSRR służyło 19 okrętów, które na zachodzie określane były jako krążowniki, a kolejnych 7 było budowanych (wszystkie dane podane nie dotyczą okrętów wyposażonych tylko w artylerię lufową). Wszystkie poza dwoma radzieckimi okrętami były relatywnie niewielkie, odpowiadając bardziej amerykańskim fregatom i będąc dużo mniejszymi od amerykańskich krążowników.
Różnica pomiędzy amerykańską definicją krążownika, a stosowaną dla określania okrętów radzieckich, powodowała polityczne problemy przy porównywaniu sił morskich Stanów Zjednoczonych i ZSRR. Tabela porównująca liczbę krążowników amerykańskich i radzieckich pokazywała tylko 6 okrętów amerykańskich i 19 radzieckich, pomijając istnienie 21 amerykańskich fregat równych bądź większych od radzieckich krążowników. To prowadziło do statystycznej różnicy w potencjałach i tworzenia się sztucznej "dziury krążowników".

## Wprowadzone zmiany
Aby załatać tę "dziurę" Amerykanie wyeliminowali 30 czerwca 1975 klasyfikację okrętów jako dotychczasowych fregat (DL/DLG), skreślając z listy okrętów wszystkie fregaty artyleryjskie (DL). Większość okrętów oznaczanych jako DLG przeklasyfikowano na krążowniki rakietowe (CG), ale jednostki typu Farragut zostały przeklasyfikowane na niszczyciele rakietowe (DDG). Zmiana klasy z DLG na CG przedefiniowała pojęcie krążownika w siłach morskich Stanów Zjednoczonych, jako okrętu mniejszego i bardziej podobnego do dużego niszczyciela. Klasyfikacja krążowników także została uproszczona, rakietowe lekkie krążowniki (CLG) stały się po prostu krążownikami rakietowymi (CG). Klasyczne krążowniki ciężkie utrzymały oznaczenie CA, ale ponieważ nie było już żadnej takiej jednostki w aktywnej służbie, oznaczenie to było i pozostaje nadal teoretyczne. Wycofano również do tamtej pory ciężkie krążowniki rakietowe (CAG). Oceaniczne eskortowce (DE/DEG) i fregaty patrolowe (PF) stały się fregatami lub fregatami rakietowymi (FF/FFG), odpowiadając w ten sposób klasie fregat wyróżnianej przez inne państwa. Ostatnią zmianą była zmiana klasyfikacji lotniskowców. Lotniskowce uderzeniowe (ang. attack carriers - CVA/CVAN) stały się lotniskowcami wielozadaniowymi (CV/CVN).
| Przed 30 czerwca 1975                                         | Po 30 czerwca 1975                                         |
| Lotniskowce Uderzeniowe / atomowe (CVA/CVAN)                  | Lotniskowce Wielozadaniowe / atomowe (CV/CVN)              |
| Krążowniki rakietowe / lekkie (CG/CLG)                        | Krążowniki rakietowe (CG)                                  |
| Fregaty (poprzednio niszczyciele-lidery) / rakietowe (DL/DLG) | Krążowniki rakietowe (CG) lub Niszczyciele rakietowe (DDG) |
| Fregaty rakietowe (atomowe) (DLGN)                            | Krążowniki rakietowe (atomowe) (CGN)                       |
| Niszczyciele / Niszczyciele rakietowe (DD/DDG)                | Niszczyciele / Niszczyciele rakietowe (DD/DDG)             |
| Eskortowce Oceaniczne / rakietowe (DE/DEG)                    | Fregaty / Fregaty rakietowe (FF/FFG)                       |
| Fregaty Patrolowe (PF)                                        | Fregaty rakietowe (FFG)                                    |

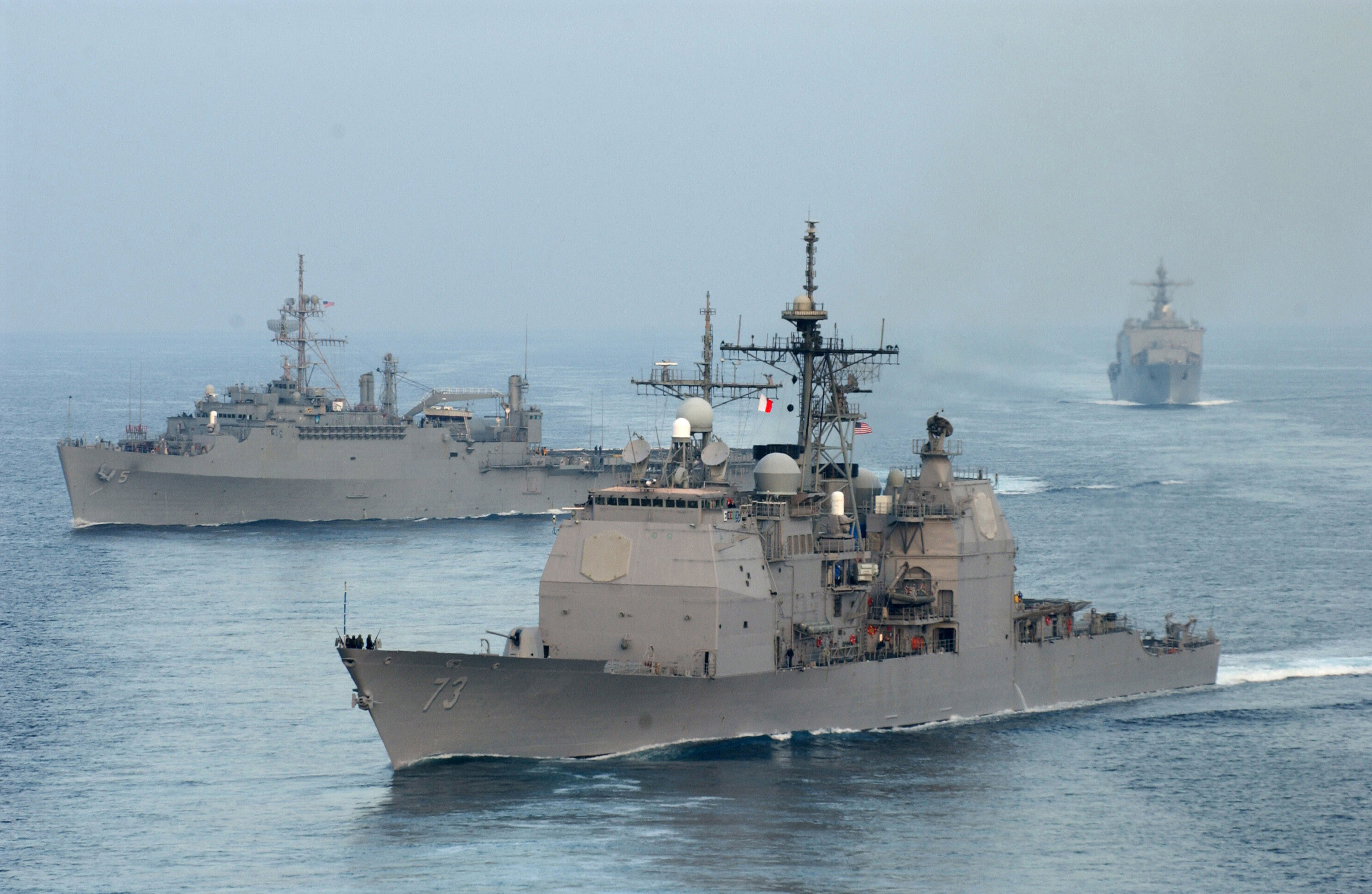
Krążownik typu Ticonderoga

Zmiany w klasyfikacji okrętów Marynarki Wojennej Stanów Zjednoczonych spowodowały, że klasyfikacja amerykańska stała się bardziej podobna do klasyfikacji innych państw co wyeliminowało "dziurę krążowniczą". Ostatnie przeklasyfikowanie wprowadzono 1 stycznia 1980 roku, kiedy to krążownikami (CG) zostały okręty typu Ticonderoga, początkowo klasyfikowane jako niszczyciele (DDG).